# Integraler Sozialismus
Der Integrale Sozialismus ist jenes internationale Projekt des stellvertretenden Vorsitzenden der österreichischen Sozialdemokratischen Arbeiterpartei (SDAP), Otto Bauer, bei dem die nach dem Ersten Weltkrieg auseinandergedriftete internationale Arbeiterbewegung wieder in einer Internationale zusammengefasst werden sollte. Dieser gescheiterte Versuch stellt das Hauptspezifikum des austromarxistischen Weges der SDAP dar, der von den österreichischen Sozialdemokraten von 1918 bis 1934 beschritten wurde.

## Vorgeschichte
Die internationale Arbeiterbewegung hatte von Anbeginn ein gemeinsames Ziel, die sozialistische Gesellschaft. Was sie immer wieder entzweite, das waren die Perspektiven wann und mit welchen Methoden dieses Ziel angestrebt werden sollte.
Lenin war bald nach Kriegsbeginn überzeugt, dass der Weltkrieg die Voraussetzungen für den Übergang zu einer revolutionären Entwicklung schaffen würde. Am 1. November 1914 schrieb er:
„Die II. Internationale ist tot, vom Opportunismus besiegt. Nieder mit dem Opportunismus; es lebe die nicht nur von den ‚Überläufern‘ (…), sondern auch vom Opportunismus gesäuberte III. Internationale!“
Den konkreten Vorschlag zur Gründung einer neuen, radikalen Internationale brachte Lenin auf der internationalen Sozialistenkonferenz in Zimmerwald bei Bern (5.–8. September 1915) zur Abstimmung, konnte sich jedoch nicht durchsetzen. 
Nachdem er selbst in Russland die Revolution ausgelöst hatte, war er überzeugt, dass nun die Epoche der Weltrevolution begonnen habe. Zur Auslösung der Revolution wären allerdings nur Parteien befähigt, die nach dem Vorbild der Bolschewiki organisiert, rasch, rücksichtslos und unbeirrbar an die Arbeit gehen würden. Um diese Kräfte zu bündeln gründete Lenin am 2. März 1919 in Moskau die Dritte Internationale als kompromissloses Durchführungsorgan der Weltrevolution.
Die endgültige Verfassung erhielt die neue Organisation am II. Weltkongress, der vom 23. Juli bis 7. August 1920 in Moskau stattfand. Diese Verfassung legte im Sinne ihrer harten Aufgaben 21 harte Bedingungen für die Mitgliedschaft fest. Darunter waren: Bekenntnis zur Diktatur des Proletariats, Vernichtung der parlamentarischen Demokratien, Vorbereitung des Bürgerkrieges und Ausschluss aller „reformistischen Elemente“. In Summe liefen diese Bedingungen auf eine bedingungslose Unterordnung der Mitglieder unter die politische Führung Moskaus hinaus.
Die Zweite Internationale hatte zu Kriegsbeginn als Gesinnungsgemeinschaft de facto zu existieren aufgehört: In Widerspruch zu bindenden Beschlüssen der Sozialistenkongresse vor dem Krieg hatten sich die sozialistischen Parteien Europas bei Kriegsbeginn so gut wie geschlossen zum Kriegskurs ihrer Regierungen bekannt und die notwendigen Kriegskredite mitbeschlossen.
Bei der Anfang Februar 1919 in Bern stattfindenden Konferenz war man sich einig, dass man zu einer Neugründung der Internationale schreiten müsse. Da sich jedoch bereits die Abspaltung des linken Flügels abzuzeichnen begann, plädierte der Österreicher Friedrich Adler, dessen Attentat auf den österreichischen Ministerpräsidenten Karl Stürgkh die Linkswende in der österreichischen SDAP eingeleitet hatte, dafür, die Gründung einer neuen Internationale noch auszusetzen, da sie für Adler zum aktuellen Zeitpunkt „die Vereinigung der Proletarier aller Länder erschweren“ und das Tor für „klassenbewußte revolutionäre Parteien aller Länder“ zuschlagen würde. 
Auch in Österreich war die Parteiführung erst ab dem Parteitag 1917 auf Distanz zur k.k. Regierung gegangen und hatte nach dem Tod des reformistischen Parteigründers und Parteivorsitzenden Victor Adler 1918, der durch den ebenfalls reformistischen Karl Seitz ersetzt wurde, den Marxisten Otto Bauer zum stellvertretenden Vorsitzenden gewählt. Die SDAP gewann 1919 die ersten Wahlen nach dem Krieg und übernahm in einer Koalition mit den Christlichsozialen Regierungsverantwortung.
Bauer hatte als Kriegsgefangener die russische Revolution erlebt und wurde durch seine Kontakte mit Funktionären der Menschewiki zum überzeugten Anhänger des „marxistischen Zentrums“. Als solcher zählte er in Österreich zum linken (marxistischen) Flügel der Partei. Bauer hat die Bolschewiki stets verteidigt, da nur „sie allein [diesen revolutionären Prozess] in Gang setzen und in Gang erhalten“ könnten.

## Integraler Sozialismus – Idee und Umsetzung
Als Friedrich Adler vom Sozialistenkongress im Februar 1919 zurückkehrte und gleich anschließend die Konstituierung der Dritten Internationale stattfand, gelangte er mit Otto Bauer zur Überzeugung, dass die geplante Gründung einer weiteren Internationale lediglich die Kluft zwischen der neuen Kommunistischen Internationale und dem Rest der Arbeiterbewegung vertiefen würde. Er schlug daher am Parteitag 1920 den Delegierten der SDAP vor, aus der (noch) Zweiten Internationale auszutreten. Seine Argumente:
„...das was zu leisten sein wird ist ein Neuaufbau, der weder belastet sein darf mit der falschen Politik im Kriege der Zweiten Internationale, noch mit der falschen Politik nach dem Kriege der Dritten Internationale.“
Der Parteitag war einverstanden. Man trat aus der Zweiten Internationale aus, fand Parteien, die ebenfalls keiner der beiden bestehenden Organisationen beitreten wollten, und traf sich am 22. Februar 1921 mit ihnen in Wien. Es waren Vertreter von 20 sozialistischen Parteien aus 23 Ländern gekommen, was ein Drittel des Weltproletariats bedeutete.
Man kam zum Entschluss, keine Vierte Internationale, sondern die Internationale Arbeitsgemeinschaft Sozialistischer Parteien zu gründen, deren Aufgabe es sein sollte, den Weg zu einer allumfassenden Internationale zu ebnen. In dieser Internationale sollte das Ziel, die sozialistische Gesellschaft, unbestritten bleiben, den einzelnen Staaten sollten aber verschiedene Wege und unterschiedliche Geschwindigkeiten zugebilligt werden.
Von den Bolschewiki erwartete man sich, dass sie nach Stabilisierung des Regimes die innere Diktatur „durch eine soziale Demokratie ersetzen“ würde.
Parallel dazu müsse aber auch der „Reformismus [der übrigen europäischen Sozialisten] als Ideologie der Arbeiterklasse auf einer bestimmten Stufe der Entwicklung“ langsam aber sicher in den „revolutionären Kampf“ übergehen. Dies würde über die Diktatur des Proletariats letztendlich zur gleichen „sozialen Demokratie“ wie in der reformierten Sowjetunion und damit zur Wiedervereinigung der Arbeiterklasse führen. Das Ergebnis wäre der „Integrale Sozialismus“. 
Im Frühjahr 1921 hatte sich Lage nicht im Sinne Lenins entwickelt. Bolschewistische Regimes in anderen Ländern waren beseitigt und Aufstände niedergeschlagen worden. Die junge Sowjetunion selbst hatte bei ihrem Angriff auf Polen eine Niederlage erlitten, die Probleme im eigenen Land (Zusammenbruch der Versorgung, Aufstände der Kronstädter Matrosen und der Bauern im Distrikt Tambow) hatten im Frühjahr viel Blut gekostet und den Glanz der Oktoberrevolution getrübt. Neben der Einführung der neokapitalistischen NEP (Neuen Ökonomischen Politik) schwenkte auch die Dritte Internationale mit der Taktik der „Einheitsfront“ mit anderen, auch reformistischen Sozialisten auf eine neue Linie ein, das Ziel Weltrevolution rückte wieder in die Ferne. 
Anfang Dezember 1921 initiierte die Dritte Internationale die Taktik der „Einheitsfront“ mit anderen sozialistischen Parteien. Dies sah Friedrich Adler als Chance an, die Vertreter der Dritten und der (noch) Zweiten Internationale an einen Verhandlungstisch zu bringen und lud die Exekutiven der beiden Internationalen zu einer „allgemeinen Konferenz des klassenbewußten Weltproletariats“ ein, die der Vorbereitung eines gemeinsamen Weltkongresses dienen sollte.
Dieser Kongress begann am 2. April 1922 im Gebäude des Deutschen Reichstages in Berlin und stand unter keinem guten Stern. Es hatte sich bereits herausgestellt, dass die „Einheitsfront“-Politik von den Vertretern der Dritten Internationale nicht als Partnerschaftsmodell, sondern als Möglichkeit gesehen wurde, Sozialdemokraten anzugreifen und deren Organisationen zu unterwandern und wenn möglich zu dominieren. Überdies waren in der Sowjetunion über 2000 Funktionäre und Mitglieder der Menschewiki ohne ausreichende Begründung verhaftet und das sozialdemokratisch regierte Georgien im Februar 1921 überfallen und annektiert worden. Die Konferenz scheiterte. 
Die „Arbeitsgemeinschaft“ zog unverzüglich die Konsequenz, kehrte in den Schoss der (noch) Zweiten Internationale zurück. Die Gründung der neuen Sozialistischen Arbeiterinternationale erfolgte schließlich auf dem Sozialistenkongress in Hamburg am 21. Mai 1923. Friedrich Adler wurde gemeinsam mit dem Briten Tom Shaw zum Sekretär gewählt.